# Dracontium pittieri
Dracontium pittieri är en kallaväxtart som beskrevs av Adolf Engler. Dracontium pittieri ingår i släktet Dracontium och familjen kallaväxter.
Artens utbredningsområde är Costa Rica. Inga underarter finns listade.